# Mediathek Hessen

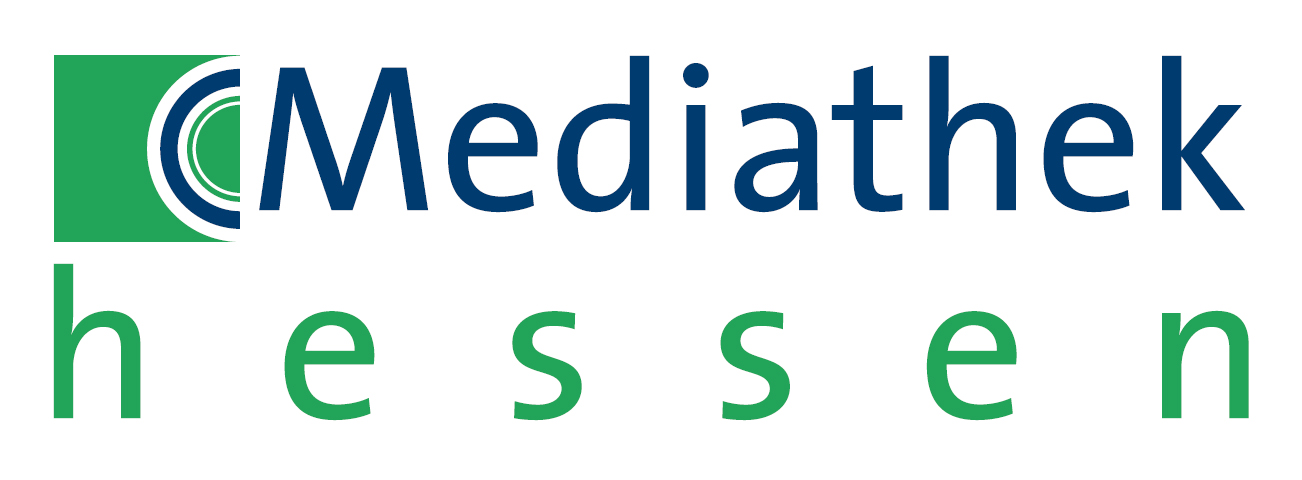
Mediathek Hessen

Die Mediathek Hessen ist das Video- und Audioportal der Region Hessen. Die Video-on-Demand-Plattform wurde 2009 gegründet. Die Mediathek Hessen ist ein Kooperationsprojekt der Medienanstalt Hessen in Kassel und der GMM AG Gesellschaft für Medien Marketing Kommunikation. Die Mediathek hat ihren Sitz in Darmstadt.

## Programm
Auf der Video-on-Demand Plattform finden die Nutzer eine Auswahl an Beiträgen in voller Länge. Die Beiträge werden redaktionell ausgewählt und sollen den Nutzern einen Überblick über die Geschehnisse in der Region Hessen geben. Das Angebot der Mediathek Hessen reicht von Nachrichtensendungen über redaktionelle Beiträge bis zu Aktuellem aus der Region Hessen. Auch Audiobeiträge, Streams und Podcasts von kommerziellen und nicht kommerziellen Radiosendern sowie sonstigen Anbietern befinden sich im Angebot der Mediathek Hessen. Die Beiträge der Mediathek Hessen stehen weltweit zur Verfügung und sind völlig ohne Zusatzkosten abrufbar. Seit 2021 gibt es eine Mediathek Hessen-App.

## Auflösung und Formate
Die als Video-on-Demand angebotenen Beiträge werden als Stream angeboten. Die Audio Podcasts werden im MP3-Format zur Verfügung stellt.

## Initiatoren
Die Mediathek Hessen ist ein Gemeinschaftsprojekt der Medienanstalt Hessen und der GMM AG für Medien Marketing Kommunikation. Die Mediathek ist hierbei auf Seiten der Medienanstalt Hessen durch ihren Direktor Prof. Murad Erdemir und die GMM durch ihren Vorstandsvorsitzenden Michael Bachmann vertreten.

## Partner der Mediathek Hessen

### Medienprojektzentren
- Medienprojektzentrum Offener Kanal Fulda
- Medienprojektzentrum Offener Kanal Gießen
- Medienprojektzentrum Offener Kanal Kassel
- Medienprojektzentrum Offener Kanal Rhein-Main

### Nichtkommerzielle Partner
- Freies Radio Kassel
- RundFunk Meißner
- Radio Unerhört Marburg
- Radio X Frankfurt
- Radio RheinWelle
- Radio Rüsselsheim
- RaDar Darmstadt

### Kommerzielle Partner
- RTL Hessen
- Sat.1
- Rhein Main TV
- HNA
- Radio Bob
- Hessennews TV
- BigCity TV
- Weilburg TV

### Städte und Regionen
- Region Hessen, Nordhessen, Mittelhessen, Osthessen, Südhessen, Westhessen
- Darmstadt
- Eschwege
- Frankfurt am Main
- Fulda
- Gießen
- Kassel
- Marburg
- Offenbach am Main
- Wiesbaden
- Rüsselsheim am Main

### Weitere Partner
- Kultur in Hessen
- Kreativwirtschaft Hessen
- Universität Kassel
- Institut für Medienpädagogik und Kommunikation Hessen
- Bistum Fulda
- ERF Medien e.V.
- Evangelische Akademie Frankfurt